# Efraín Morales
Efraín Morales, né le 4 mars 2004 à Decatur aux États-Unis, est un footballeur international bolivien. Il joue au poste de défenseur central à Atlanta United.

## Biographie

### En club

#### Atlanta United
Après avoir joué en académie de jeunes, il signe un contrat de Homegrown Player avec Atlanta United le 13 août 2020, qui entre en vigueur le 1er janvier 2021.
Le 15 août 2020, il fait ses débuts professionnels avec Atlanta United 2, l'équipe réserve d'Atlanta United en USL Championship, contre le Battery de Charleston. Il entre en jeu à la 22e minute à la place de Patrick Nielsen et inscrit son premier but professionnel à la 51e minute. Malgré ce but, son équipe s'incline 3-2.
Efraín Morales prolonge son contrat avec le club le 29 novembre 2023.
Il fait ses débuts avec l'équipe première contre le Fire de Chicago le 28 avril 2024. Les deux équipes se neutralisent sur le score de 0-0,.